# 陆军第10军衡阳保护战阵亡将士之墓
陆军第10军衡阳保护战阵亡将士之墓，原位於衡陽張家山（今蒸湘区联合街道），有3900余具衡阳保卫战期间牺牲的国军将士遗骸葬于其中，现不存。。

## 历史

### 衡阳保卫战
1944年衡阳保卫战期间，张家山争夺战最为惨烈。张家山是一座不足60米高的山包，为争夺这个据点，中日军队累计伤亡7000余人。

### 抗战结束后
1946年2月，抗战结束一年后，第十军预十师师长葛先才带领60多名士兵重回衡阳，收集衡阳战场上牺牲将士的遗骸。除葛先才所带士兵外，还招募了数名衡阳当地市民帮助，滞留在衡阳地区第10军的60余名官兵听闻消息后也加入了葛先才的团队。
在寻觅遗骸过程中，还有衡阳附近地区的烈士家属赶来认领遗骸，部分遗骸被家属认回，运回原籍安葬。4个月内，葛先才一行人共收集第十军将士遗骸3000余具，在张家山建了一座公墓，集体埋葬于此。

### 中共建政后
1950年1月，衡阳當局剷平烈士墓塚，在該地建立氣象台。

## 建筑
参见：郝柏村祭拜张家山墓视频新闻
1958年，为了兴建气象台，烈士墓原来的墓碑被全部铲平。
据张家山老居民戈云民和肖英回忆，未被拆毁的烈士墓约有5、6米高，圆顶，砌了围子。据葛先才回忆，合葬冢前有一题曰“陆军第十军衡阳保卫战阵亡将士之墓”的石碑。据何发秋回忆，那块大理石墓碑大概有4米多高，1米宽。
市政协办公室纪检组长陈文杰推测，这块如今已经不见的墓碑，可能被毁，也可能被埋入地底。建议在衡阳市气象台迁往别处后，应该把纪念碑从张家山底挖出来。

## 纪念活动
2014年4月17日，中華民國前行政院长郝柏村，率领退役将领一行人来到张家山鞠躬致意。并呼吁应重新立碑，纪念先烈。